# Philip Morris International
Філіп Морріс Інтернешнл (англ. Philip Morris International, PMI) — американська транснаціональна тютюнова компанія, яка представлена на ринках 175 країн. До 2008 року входила до складу Altria Group, після чого була виділена в незалежну компанію Філіп Морріс Інтернешнл. Штаб-квартира розташована в Лозанні (Швейцарія). Найбільш відомим та найбільш продаваним продуктом є Marlboro.
Мета компанії — створити майбутнє без тютюнового диму. Для досягнення цієї мети PMI з 2008 року інвестувала понад $12.5 млрд в розробку, наукове обґрунтування та комерціалізацію інноваційних бездимних продуктів, щоб повністю припинити виробництво сигарет.
Компанія входить до переліку найбільших американських корпорацій Fortune 500. У 2023 році PMI належало 28,3 % світового тютюнового ринку, без урахування Китаю та США. Продукція компанії виробляється на 50 виробничих центрах по всьому світу.
З 2016 року Philip Morris International визнається одним з найкращих роботодавців у світі.

## Історія
Історія компанії почалася з єдиного магазина з продажу тютюну і сигарет, відкритого Філіпом Моррісом у 1847 році в Лондоні на Бонд-стріт.
У 1881 році син Філіпа Морріса Леопольд разом з Джозефом Грюнбаумом заснували компанію Philip Morris & Company and Grunebaum, Ltd. Проте, 1885 році ці партнерські відносини були розірвані, а компанію перейменовано на Philip Morris & Co., Ltd.
Компанія вийшла з-під контролю сім'ї, яка її заснувала, в 1894 році, коли володіння нею перейшло до Вільяма Куртіса Томсона і його родини. Під час правління Томсона компанія постачала тютюн до королівського двору Едварда VII, а в 1902 році була зареєстрована Густавом Екмейєром у Нью-Йорку. Володіння компанією було розділено навпіл між англійськими та американськими партнерами. З 1872 року Екмейєр був єдиним представником компанії Philip Morris у США; він імпортував і продавав сигарети, вироблені в Англії.
1919 рік став переломним для компанії. Він був ознаменований появою товарного знаку Philip Morris у вигляді корони. Цього ж року Philip Morris у США придбала нова компанія, власниками якої були американські акціонери, її було зареєстровано у Вірджинії під назвою Philip Morris & Co., Ltd., Inc. До кінця наступного десятиліття компанія стала виробляти сигарети на своїй фабриці у Річмонді, штат Вірджинія.
Завоювавши тверді позиції в Сполучених Штатах, керівництво компанії Філіп Морріс Інк. вирішило продавати свою продукцію у всьому світі. У 1954 році була заснована компанія Philip Morris (Australia) Ltd, а через рік після цього — міжнародне відділення Philip Morris Overseas, яке 1961 року перетворилося на компанію Філіп Морріс Інтернешнл. 
В 1960-х з'явилося поле діяльності для вражаючого розширення ринків збуту шляхом укладення ліцензійних угод і швидкого збільшення числа філій компанії по всьому світу. У 1963 році з'явилася перша філія в Європі під назвою Swiss Fabriques de Tabac Réunies. Від часу заснування компанія Філіп Морріс Інтернешнл утвердила свої позиції в країнах і областях усього світу, включаючи Центральну й Південну Африку, а також Японію.
В 1990-х відкрилися жорстко контрольовані ринки Східної Європи, а у 1994 році компанія вийшла на український ринок та придбала 51% акцій тютюнової фабрики у Харкові.
28 березня 2008 Філіп Морріс Інтернешнл була виділена від Altria Group у незалежну компанію. Цього ж року компанія оголосила про свою стратегічну ціль – створити майбутнє без тютюнового диму.
2009 року PMI відкрила свій науково-дослідницький центр PMI у Швейцарії, який об’єднав понад 400 науковців навколо єдиної мети — розробити менш шкідливі продукти, ніж сигарети.  У 2014 Philip Morris International у Японії та Італії запустила продажі першого бездимного продукту в портфелі компанії — пристрою для нагрівання тютюну IQOS. У 2016 році PMI запустила свою першу електронну сигарету власної розробки під назвою Mesh (пізніше перейменована на IQOS VEEV) у деяких містах Великої Британії в рамках тестового етапу, а з 2018 року розпочала її продаж по всій країні.
У січні 2020 року Philip Morris International підписала угоду про партнерство з KT&G – провідним південнокорейським виробником нікотиновмісної продукції, і почала продавати бездимні продукти KT&G, а також їхні розробки за межами Південної Кореї. У 2021 році компанія випустила IQOS нового покоління. Нову систему нагрівання тютюну IQOS ILUMA представили у Японії. Пристрої цієї серії працюють за технологією індукційного нагрівання зі спеціальними стіками TEREA. IQOS ILUMA не має власного нагрівального леза. Всередині стіків TEREA знаходиться вбудований одноразовий нагрівальний елемент у вигляді металевої пластинки.
У березні 2022 року Philip Morris International оголосила про призупинення запланованих інвестицій і скорочення діяльності у Росії. Також Рада директорів PMI та керівники вищої ланки заявили, що компанія продовжує шукати варіанти виходу з російського ринку в умовах дедалі складнішого та мінливого нормативно-правового середовища.
У 2022 році PMI запустила систему нагрівання BONDS, як пілотний проєкт на Філіпінах. У тому ж році PMI придбала компанію Swedish Match AB. Це шведська компанія, що займається виробництвом нікотинових паучів (подушечок), які останніми роками стають дедалі більш популярними за межами скандинавських ринків. Відтоді до портфелю бездимних продуктів для повнолітніх споживачів нікотину входять нікотинові паучі ZYN.

## Стратегія «бездимного майбутнього»
У 2008 році Philip Morris International оголосила про намір трансформувати свій бізнес і створити майбутнє без тютюнового диму та почала розробку бездимної продукції, яка виключає горіння.
Портфель бездимних продуктів компанії включає різноманітні системи для нагрівання тютюну, електронні сигарети та нікотинові паучі (подушечки) для перорального застосування.
Компанія інвестувала понад $12,5 млрд в розробку та комерціалізацію бездимних продуктів. Такі продукти є доступними для продажу на 84 ринках, а виторг від їх продажу становить 36,4% від загального чистого доходу компанії. За оцінками PMI, приблизно 20,8 мільйона повнолітніх у всьому світі перейшли на IQOS і кинули палити.
У 2009 році компанія розмістила всі наукові підрозділи у своєму науковому центрі Cube в місті Невшатель, Швейцарія, обсяг інвестицій в який склав близько 120 мільйонів доларів. Загалом компанія має чотири основні центри досліджень та розробок.
Сумарно компанія отримала 2,5 тис. патентів і створила 1,5 тис. робочих місць для наукових та інженерних працівників у цій сфері. Активна інноваційна діяльність дозволила PMI у 2016 році стати єдиною тютюновою компанією в рейтингу 100 найбільших патентних заявників Євросоюзу.
30 квітня 2019 року Управління з санітарного нагляду за якістю харчових продуктів і медикаментів США (FDA) дозволило комерціалізацію IQOS на ринку США. 7 липня 2020 FDA авторизувало просування IQOS як тютюнового виробу з модифікованим ризиком.
Станом на 2024 рік чистий дохід від продажу IQOS перевищив дохід від продажу Marlboro, що зробило його міжнародним нікотиновим брендом №1 і прискорило відмову від сигарет у багатьох країнах.

## Продукція

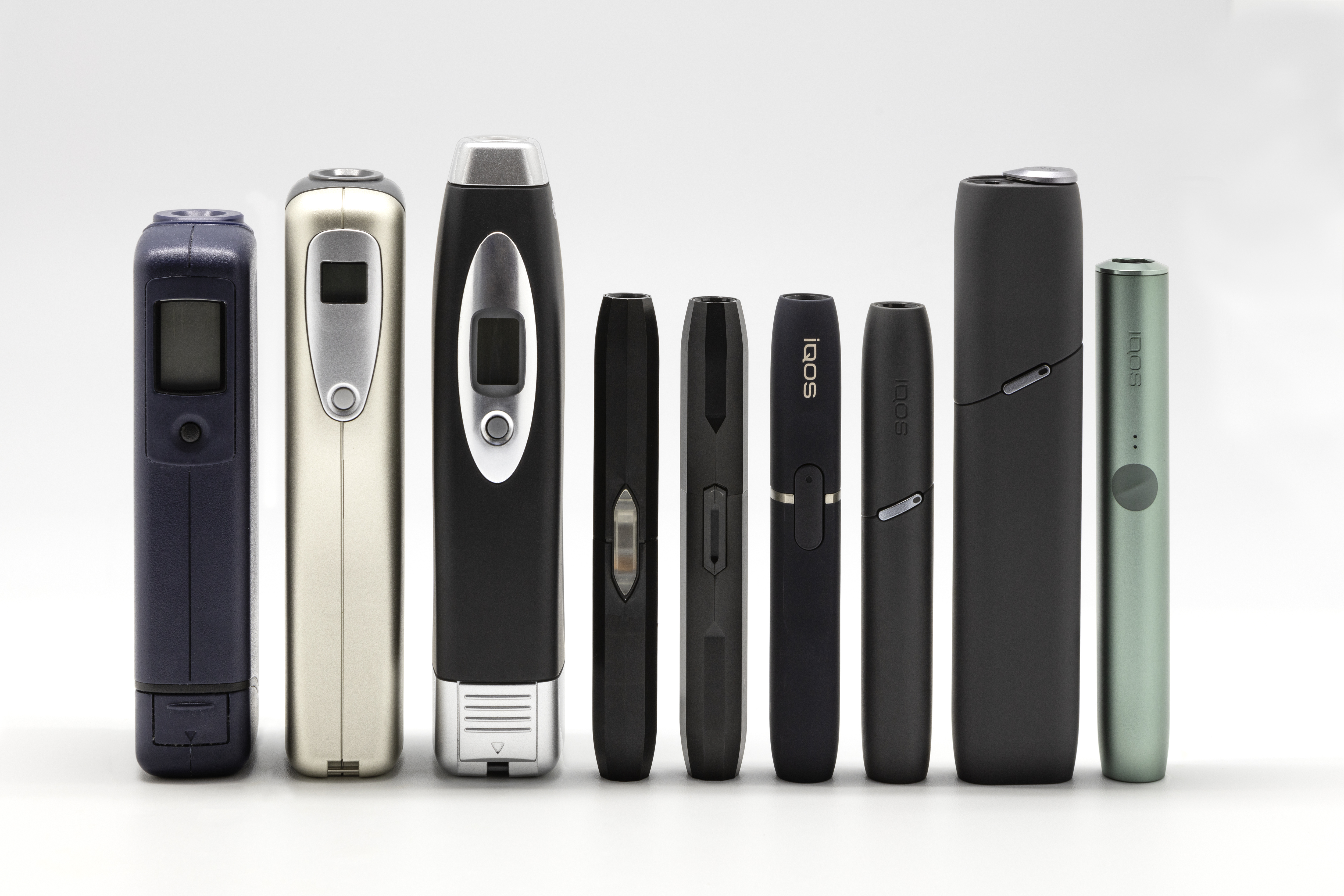
Еволюція систем нагрівання тютюну

Philip Morris International володіє торговими марками на понад 160 брендів. Портфель бездимних продуктів компанії очолює система нагрівання тютюну IQOS — електронний пристрій, який нагріває тютюновий стік, а не спалює його, та утворює нікотиновмісний аерозоль замість сигаретного диму. До систем нагрівання тютюну також належать бренди Lil SOLID та BONDS.
Окрім цього, компанія має у своєму асортименті електронні сигарети для випаровування нікотиновмісної рідини під брендами VEEV та VEEBA. А також реалізовує бездимні продукти для перорального застосування — нікотиновмісні подушечки ZYN.
Асортимент сигарет компанії очолює Marlboro, найпопулярніша у світі міжнародна марка сигарет. У категорії сигарет преміумкласу компанія володіє брендами Parliament і Virginia S. До сигарет середнього цінового сегмента належать: L&M, Lark, Merit, Muratti і Philip Morris. Інші міжнародні бренди включають Bond Street, Chesterfield, Next та Red & White.
Philip Morris International також володіє кількома локальними сигаретними брендами, серед яких Dji Sam Soe, Sampoerna A та Sampoerna U в Індонезії; Fortune та Jackpot на Філіппінах; Belmont та Canadian Classics в Канаді; та Delicados в Мексиці.

## Фінанси
Виручка компанії за 2023 рік зросла на 10,7% порівняно з 2022 роком – до $35,2 млрд (після вирахування акцизного податку). У 2023 році PMI наростила частку бездимних продуктів у загальному виторгу до 36,4%. Виручка від бездимних продуктів компанії вже перевищує 50% всієї річної виручки на 25 ринках. Кількість ринків, на яких тепер доступні бездимні продукти, за 2023 рік збільшилася з 73 до 84.
| Рік  | Виручка у млн US$ | Чистий дохід у млн US$ | Загальні активи у млн US$ | Ціна за акцію in US$ | Кількість працівників |
| ---- | ----------------- | ---------------------- | ------------------------- | -------------------- | --------------------- |
| 2005 | 45,316            | 5,616                  |                           |                      |                       |
| 2006 | 48,302            | 6,130                  |                           |                      |                       |
| 2007 | 55,243            | 6,038                  | 31,777                    |                      |                       |
| 2008 | 63,640            | 6,890                  | 32,972                    | 43.51                | 75,600                |
| 2009 | 62,080            | 6,342                  | 34,552                    | 48.19                | 77,300                |
| 2010 | 67,713            | 7,259                  | 35,050                    | 58.53                | 78,300                |
| 2011 | 76,346            | 8,591                  | 35,488                    | 78.48                | 78,100                |
| 2012 | 77,393            | 8,800                  | 37,670                    | 83.64                | 87,100                |
| 2013 | 80,028            | 8,576                  | 38,168                    | 87.13                | 91,100                |
| 2014 | 80,106            | 7,459                  | 35,187                    | 81.45                | 82,500                |
| 2015 | 73,908            | 6,849                  | 33,956                    | 87.91                | 80,200                |
| 2016 | 74,953            | 6,948                  | 36,851                    | 91.49                | 79,500                |
| 2017 | 78,098            | 6,021                  | 42,968                    | 105.65               | 80,600                |
| 2018 | 79,823            | 7,911                  | 39,801                    | 66.76                | 77,400                |
| 2019 | 77,921            | 7,185                  | 42,875                    | 85.09                | 73,500                |
| 2020 | 76,047            | 8,056                  | 44,815                    | 82.79                | 71,000                |
| 2021 | 82,223            | 9,109                  | 41,290                    | 95.00                | 69,600                |
| 2022 | 80,669            | 9,048                  | 61,681                    | 101.21               | 79,800                |
| 2023 | 84,578            | 7,813                  | 65,304                    | 94.08                | 82,700                |

## Вплив на довкілля
Компанія щорічно проходить зовнішню перевірку викидів парникових газів відповідно до міжнародного стандарту ISO 14064-3:2006. У 2023 році фабрики PMI сумарно скоротили кількість викидів парникових газів на 40% порівняно з базовим рівнем 2019 року. 18 фабрик компанії по всьому світу у 2023 році були сертифіковані як вуглецево нейтральні.
За версією Forbes у 2024 році PMI другий рік поспіль зайняла перше місце в рейтингу компаній з нульовим рівнем викидів вуглецю (Net Zero Leaders 2024).

## В Україні
«Філіп Морріс Україна» — українська компанія, що входить у групу корпорації Philip Morris International, реалізовує в Україні сигарети та нікотиновмісні бездимні продукти. Входить до найбільших інвесторів та платників податків в українську економіку.
Philip Morris International відкрила підрозділ Philip Morris Ukraine в 1994 році. За даними Філіп Морріс за 30 років роботи в Україні компанія інвестувала в українську економіку $750 млн.
Компанію неодноразово відзначали однією з найкращих роботодавців в Україні. Зокрема, у 2024 році, Forbes відзначив Philip Morris серед ТОП-3 найкращих роботодавців. У 2023 році Philip Morris сплатила в Україні понад 30 млрд грн податків, а у першому півріччі 2024 року збільшила податкові відрахування до бюджету на 33,5%, порівняно з аналогічним періодом попереднього року.
Філіп Морріс володіє фабрикою у Харківській області, яка тимчасово призупинила свою роботу після початку повномасштабного вторгнення через близькість до зони бойових дій. До повномасштабного російського вторгнення фабрика була експортним хабом для більш ніж 20 країн світу, зокрема таких великих ринків, як Японія та Єгипет. У 2024 році компанія відкрила нову фабрику в Львівській області, в яку інвестувала $30 млн та створила 250 робочих місць.